# Немеричи
Немеричи — село в Дятьковском районе Брянской области, административный центр Немеричского сельского поселения.
Расположено в 7 км к северо-западу от посёлка городского типа Бытошь, на реке Ветьме, у границы с Калужской областью.
Возникло предположительно не позднее XV-XVI в.; упоминается с XVII века как деревня в составе Хвощенской волости Брянского уезда, владение Похвисневых; позднее также Бородовицыных, Гончаровых; в XIX веке — Головиных, Домашневых, Мальцовых, Шевцовых и др. В 1885 году была открыта церковно-приходская школа; в 1891 построен каменный храм во имя Казанской иконы Божией Матери (с 1899 — приходской; не сохранился). С 1861 по 1924 в Бытошевской волости Брянского (с 1921 — Бежицкого) уезда; позднее в Дятьковской волости, Дятьковском районе (с 1929). В 1970 к селу был присоединён посёлок Дыбченки.
В селе имеется отделение связи, библиотека.

## Известные уроженцы
- Александр Иванович Маврин (1958—1993) —  старший лейтенант милиции, участник разгона Верховного Совета России, Герой Российской Федерации (посмертно, 1993).